# Шулятицький Юрій Юрій-Йосипович
Юрій Юрій-Йосипович Шулятицький (нар. 11 серпня 1970, Івано-Франківськ) — радянський і український футболіст, що грав на позиції нападника і півзахисника. Відомий насамперед виступами за українські футбольні клуби вищих дивізіонів СРСР і незалежної України «Металіст», «Прикарпаття», «Карпати» та «Зірка», а також латвійський клуб вищого дивізіону «Дінабург».

## Клубна кар'єра
Юрій Шулятицький народився у Івано-Франківську в сім'ї футболіста місцевих клубів, а пізніше знаного футбольного тренера Юрія-Йосипа Шулятицького. Захопився футболом ще з дитячих років, перші кроки у футболі робив із своїм двоюрідним братом Андрієм Шулятицьким. Розпочав заняття футболом у івано-франківській ДЮСШ № 3, де його першим тренером був А. Литвиненко. Пізніше Юрій Шулятицький навчався у Львівському спортінтернаті, і вже в 1987 році дебютував за команду із свого рідного міста «Прикарпаття», яка виступала на той час у другій лізі СРСР, і вже в першому ж сезоні став бронзовим призером зонального турніру другої ліги, щоправда, не отримавши бронзової медалі чемпіонату УРСР з футболу, який на той час розігрувався в зональному турнірі серед команд другої ліги, у зв'язку із тим, що він не зіграв належної кількості матчів. Хоча надалі Шулятицький став одним із основних із основних гравців та бомбардирів «Прикарпаття», наступні два сезони івано-франківська команда проводила вже не так вдало, закінчуючи сезон у середині або близько до кінця турнірної таблиці. У 1989 році футболіста призвали до лав Радянської Армії, службу він проходив у львівському клубі «СКА-Карпати», який грав у радянській першій лізі, а після чергового переформатування львівського армійського клубу, який вибув із першої ліги, продовжив виступи в його спадкоємці — дрогобицькому клубі «Галичина», який розпочав виступи в новоствореній буферній зоні другої ліги СРСР. У 1991 році, після закінчення армійської служби, Юрій Шулятицький отримує запрошення до клубу вищої ліги СРСР — харківського «Металіста», і стає там одним із футболістів основного складу команди. Проте харківський клуб займає в чемпіонаті передостаннє місце, і за регламентом мав понизитись у першу лігу. Після закінчення сезону Шулятицький покинув «Металіст», і повернувся до Івано-Франківська.
Після проголошення незалежності України Юрій Шулятицький повертається до виступів за «Прикарпаття», яке навесні 1992 року стартувало в першому чемпіонаті незалежної України у вищій лізі. У першому сезоні в національній першості Шулятицький став кращим бомбардиром команди, хоча для цього йому знадобилось забити лише 3 голи у ворота суперників. Проте в команді під час сезону почалися чвари та інтриги, причиною яких було непорозуміння тодішнього президента клубу Анатолія Ревуцького з головним тренером команди, Іван Краснецький, який бачив процес розвитку команди по-своєму. Внаслідок цього команда вилетіла з вищої ліги, а Юрій Шулятицький, погравши ще півроку в першій лізі, з початку 1993 року стає гравцем команди вищої ліги — львівських «Карпат». Проте основним гравцем команди він так і не стає, переважно задовольняючись виходами на заміну, і з початку 1994 року стає гравцем команди другої ліги «Хутровик» із Тисмениці. Протягом року виступів за тисменицький клуб Шулятицький був одним із кращих його бомбардирів, відзначившись у 35 зіграних матчах 18 забитими м'ячами. На початку 1995 року футболіст зіграв 5 матчів за першоліговий клуб «Скала» зі Стрия. З початку 1996 року повернувся до «Хутровика», проте цього разу відіграв за команду лише півроку, і з початку сезону став гравцем команди першої ліги «Нафтовик» з Охтирки, за яку виступає до кінця сезону 1996—1997, і в якій він був одним із ключових гравців та кращих бомбардирів.
У сезоні 1997—1998 років Юрій Шулятицький повертається до виступів у вищій лізі, зігравши за кіровоградську «Зірку» 24 матчі в чемпіонаті України. З початку сезону 1998—1999 Шулятицький стає гравцем команди першої ліги «Волинь» з Луцька, яку на той час тренував його батько, і в якій грав його двоюрідний брат. Проте за луцьку команду Шулятицький зіграв лише 8 матчів, та покинув клуб. У 1999 році футболіст грав у клубі найвищого латвійського дивізіону «Дінабург». На початку 2001 року Юрій Шулятицький нетривалий час грає за друголіговий український клуб «Техно-Центр» з Рогатина. У сезоні 2001—2002 футболіст грав за калуський ЛУКОР, який став для нього останнім професійним клубом. У 2002—2003 роках Юрій Шулятицький грав за аматорський івано-франківський клуб «Тепловик». Пізніше Шулятицький кілька років проживав у США. На початку 10-х років ХХІ століття Шулятицький повернувся до України, грав за аматорську команду «Стримба» з Липівки.

## Особисте життя
Юрій Шулятицький одружений, має двох доньок. Його батько, Юрій-Йосиф Шулятицький, також був футболістом, хоча й виступав на аматорському рівні за івано-франківський «Локомотив» у обласному чемпіонаті, проте став відомим тренером, тренував «Скалу», «Бескид», «Волинь» і «Спартак». Дядько, Тарас Шулятицький, також був професіональним футболістом і виступав за клуби «Спартак», СКА (Львів), ЦСКА (Москва), «Локомотив» (Москва) та Карпати (Львів). Двоюрідний брат, Андрій Шулятицький, грав за «Прикарпаття», львівські «Карпати», «Волинь» та «Закарпаття».